# Venada
Venada là một chi bướm ngày thuộc họ Bướm nâu.